# 神本'JIN'圭祐
神本'JIN'圭祐は（1981年2月5日 - ）、planeのドラマー。本名：神本圭祐。

## 人物・来歴
- 東大阪市出身。血液型はAB型。
- TAMA（星野楽器）ドラム、ジルジャンシンバルのエンドーサー。

2008年7月、「ジェット機 presents "ジェットプレーン"」のツアー時にユニコーンのドラマーである川西幸一に名前の神を取りJINと命名される。
- ピアニスト、作曲家である斉藤哲也のバンドUooB（ウーブ）のドラマー。

100s（バンド）のギタリストである町田昌弘プロデュースバンドcodomotona（コドモトナ）のサポートドラマー。
- 2011年10月、宮崎県で行われている水平線の花火と音楽のチャリティーFESにて、バンドメンバーであるベースの木田佳文と小泉今日子と共演。
- バンド仲間であるsacraのベースである足土貴英と仲が良く、2012年にバンド、TATI&GOLD!を結成。
- 2013年、山根万理奈のサポートドラムとして参加。

DVD「万理奈の悩みはやまねぇ!」（2014年4月25日発売）に参加。
アルバム「歌って happy !」（2014年9月3日発売）に参加。
アルバム「歌って happy !」にてTHE BOOMのベースである山川浩正とリズム隊として初共演を果たす。
- 2016年5月、ビッケブランカのライブサポートを行う。
- 2016年7月6日、新宿marbleにて、大柴広己バンドのサポートドラマーとして参加（単独では初）。